# Argoctenus devisi
Espèce
Argoctenus devisi est une espèce d'araignées aranéomorphes de la famille des Miturgidae.

## Distribution
Cette espèce est endémique de Papouasie-Nouvelle-Guinée,. Elle se rencontre dans le bassin de la Mambare.

## Description
La carapace de la femelle holotype mesure 8,3 mm de long sur 5,7 mm et l'abdomen 8,2 mm de long sur 6,3 mm.

## Étymologie
Cette espèce est nommée en l'honneur de Charles Walter De Vis.

## Publication originale
- Rainbow, 1898 : Contribution to a knowledge of the arachnidan fauna of British New Guinea. Proceedings of the Linnean Society of New South Wales, vol. 23, p. 328-356 (texte intégral).